# Доайен
Доайѐн e всеки старши член на група, особено този, чиито знания или способности надвишават тези на другите членове. Названието изразява уважение и обикновено е заслужено от най-стария от група, колегия и пр., който обикновено е и с най-висш ранг.

## Значение на думата
С „доайен“ се назовава член на група, когато е:
- най-възрастният;
- най-заслужилият – неговите извънредни способности и/или знания са в резултат на дългогодишен опит в дадена сфера.

## Етимология
Думата доайен е заемка от френския език и има латински произход (фр. doyen от лат. decānus). Има следните преводи:
1. Най-старият по служба дипломат при едно правителство.
2. Декан на факултет (в някои страни).
3. прен. Пръв по служба, по възраст и т.н.